# Ludvík Duroň
Ludvík Duroň (13. května 1925 Ždánice – 16. srpna 1950 poblíž obce Sedlce) byl český rolník, později příslušník SNB, který byl v roce 1950 zastřelen československými příslušníky SNB při pokusu překročit státní hranici do Rakouska při útěku z Československa.

## Život
Narodil se v roce 1925 ve Ždánicích do rolnické rodiny. Po absolvování měšťanské školy začal pracovat na místním obecním úřadě jako kancelářská síla. Zároveň vypomáhal rodině na jejím hospodářství. Měl rovněž jednoho bratra Petra, který se živil jako pekař. V roce 1945 se stal členem KSČ a od srpna 1945 působil v řadách SNB. Působil například na stanici v Bučovicích. V červenci 1950 ovšem své působení u SNB ukončil s tím, že se bude opět věnovat práci na rodinném hospodářství a pracovat v místním podniku Elektrosvit. Ve skutečnosti se však tou dobou zřejmě rozhodl emigrovat do Rakouska. Jeho motivací mohla být jistá dívka, která emigrovala dříve, a se kterou se chtěl v Rakousku opět setkat.

### Pokus o překročení hranice a smrt
Spolu s Otakarem Králíčkem a Zdeňkem Šťastným se rozhodl státní hranici překročit 16. srpna 1950. V restauraci v Lednici, kde se setkali s převaděčem, byl ovšem jejich plán odhalen agentem Státní bezpečnosti, který s převaděčem spolupracoval. Příslušníci SNB na státní hranici tak byli o jeho plánovaném přechodu předem informováni. Při cestě ke státní hranici byl příslušníky Pohraniční stráže a StB zastřelen, neboť vojáci připravení na hranici byli informováni, že osoby, které se chystají hranici překročit, jsou ozbrojeny. Proč přesně střelba začala není dodnes zcela jasné. Následné vyšetřování bylo komunistickým režimem prakticky celé zmanipulováno. Spolu s Duroňem při střelbě zemřel také Králíček, v květnu 1951 pak podlehl svým zraněním i Šťastný. Za čin nebyl nikdy nikdo potrestán.